# Shinkansen L0
El Shinkansen L0 es un tren de levitación magnética de desarrollo japonés ordenado por Japan Railways para la futura línea de alta velocidad maglev  Chūō Shinkansen.
Han sido diseñados y serán fabricados por Mitsubishi Heavy Industries, Nippon Sharyo y Hitachi Rail.

## Características
Tendrán una velocidad comercial máxima homologada de 500 km/h y de 550 km/h en máximo diseño. Recorrerán la línea de alta velocidad en 1 hora y 7 minutos.
Serán en composición de 12 coches en modo comercial, con posibilidad de ser de distinto ancho en composición de asientos 2+2 o 2+3 e incluso 2+5.
Testero de 15 metros de longitud con un perfil extremadamente aerodinámico.

## Historia
Las investigaciones del proyecto JR-Maglev por la Japan Railway Company en asociación con el Railway Technical Research Institute desde la década de 1970, han dado como fruto el proyecto de implantación de la primera línea Maglev de larga distancia comercial en el mundo. Ésta entraría en servicio en 2027.
El 22 de noviembre de 2012 JR Central presentó su primer tren de levitación magnética comercial para Japón.